# Ruta Estatal de California 119
La Ruta Estatal de California 119, y abreviada SR 119 (en inglés: California State Route 119) es una carretera estatal estadounidense ubicada en el estado de California. La carretera inicia en el Sur desde la SR 33     en Taft hacia el Norte en la SR 99     cerca de Bakersfield. La carretera tiene una longitud de 47,9 km (29.783 mi).

## Mantenimiento
Al igual que las autopistas interestatales, y las rutas federales y el resto de carreteras estatales, la Ruta Estatal de California 119 es administrada y mantenida por el Departamento de Transporte de California por sus siglas en inglés Caltrans.

## Cruces
La Ruta Estatal de California 119 es atravesada principalmente por la  I 5     cerca de Old River.